# Edward Irving Wortis
Edward Irving Wortis (* 23. Dezember 1937 in New York, NY) ist ein US-amerikanischer Autor von Kinder- und Jugendbüchern. Sein Pseudonym ist Avi.

## Leben
Edward Irving Wortis' Vater Joseph Wortis war Psychiater und seine Mutter Helen Zunser Wortis war Sozialarbeiterin. Seine Großväter waren beide Schriftsteller, seine Großmutter eine Dramatikerin. Er hat eine Zwillingsschwester Emily Wortis Leider, die ebenfalls Autorin wurde. Er wuchs in Brooklyn auf, wohin seine Familie ein Jahr nach seiner Geburt zog. Seine Schwester gab ihm als Kind den Spitznamen Avi, den er später dann auch als Pseudonym annahm. Sein Bruder Henry wurde für ein Genie gehalten; er ging bereits mit 15 Jahren auf eine Universität und wurde später Wissenschaftler. Irving Wortis ist der Cousin des Schauspielers und Oscar-Preisträgers Alan Arkin.
Nachdem Irving Wortis an der Stuyvesant High School gescheitert war, besuchte er die kleine private Elisabeth Irwin High School. Es stellte sich heraus, dass er ein Agrafiesymptom hatte, sodass er Wörter falsch buchstabierte oder verdrehte.
Er arbeitete zunächst in verschiedenen handwerklichen Berufen, war aber nebenher schriftstellerisch tätig. Zunächst nur als Bühnenautor aktiv, schrieb er später auch für seine eigenen Kinder. Er veröffentlichte verschiedene Kinder- und Jugendbüchern für alle Altersgruppen und gehört inzwischen zu den bekanntesten Autoren von Kinder- und Jugendliteratur.
In den 1980ern und 1990ern lebte er in Providence (Rhode Island), danach mit seiner Frau Linda Cruise Wright in Denver (Colorado).
Avi verfasste über 60 Bücher für verschiedene Altersgruppen und in unterschiedlichen Genres. Seine vielleicht bekanntesten Bücher fallen in die Kategorie Historischer Roman. Er hat aber auch Bücher geschrieben, die dem Genre Fantasy, sowie Comedy zuzuordnen sind, ebenso Geistergeschichten, Abenteuererzählungen, Alltagsgeschichten und Bilderbücher.

## Auszeichnungen
- dreimal die Newbery-Auszeichnung für seine Bücher The True Confessions of Charlotte Doyle (1991), Nothing But the Truth (1992) und für sein 50. Buch Crispin: The Cross of Lead (2003, deutsch Crispin – Ein Leben vogelfrei).

## Veröffentlichungen
- 1983 – Shadrach's Crossing
- 1983 – Smuggler's Island
- 1984 – Devils Race
- 1984 – S.O.R. Losers
- 1984 – The Fighting Ground
- 1985 – Bright Shadow
- 1986 – Wolf Rider
- 1987 – Romeo & Juliet, Together and Alive at Last
- 1988 – Something Upstairs|Something Upstairs: A Tale of Ghosts
- 1989 – The Man Who Was Poe
- 1990 – The True Confessions of Charlotte Doyle; deutsch: Salz im Haar. 1995, dtv, ISBN 978-3-423-70356-7
- 1991 – Nothing But the Truth
- 1991 – Windcatcher
- 1992 – Blue Heron
- 1992 – Who Was that Masked Man Anyway?
- 1993 – City of Light, City of Dark
- 1993 – Punch With Judy